# Karah Parshad

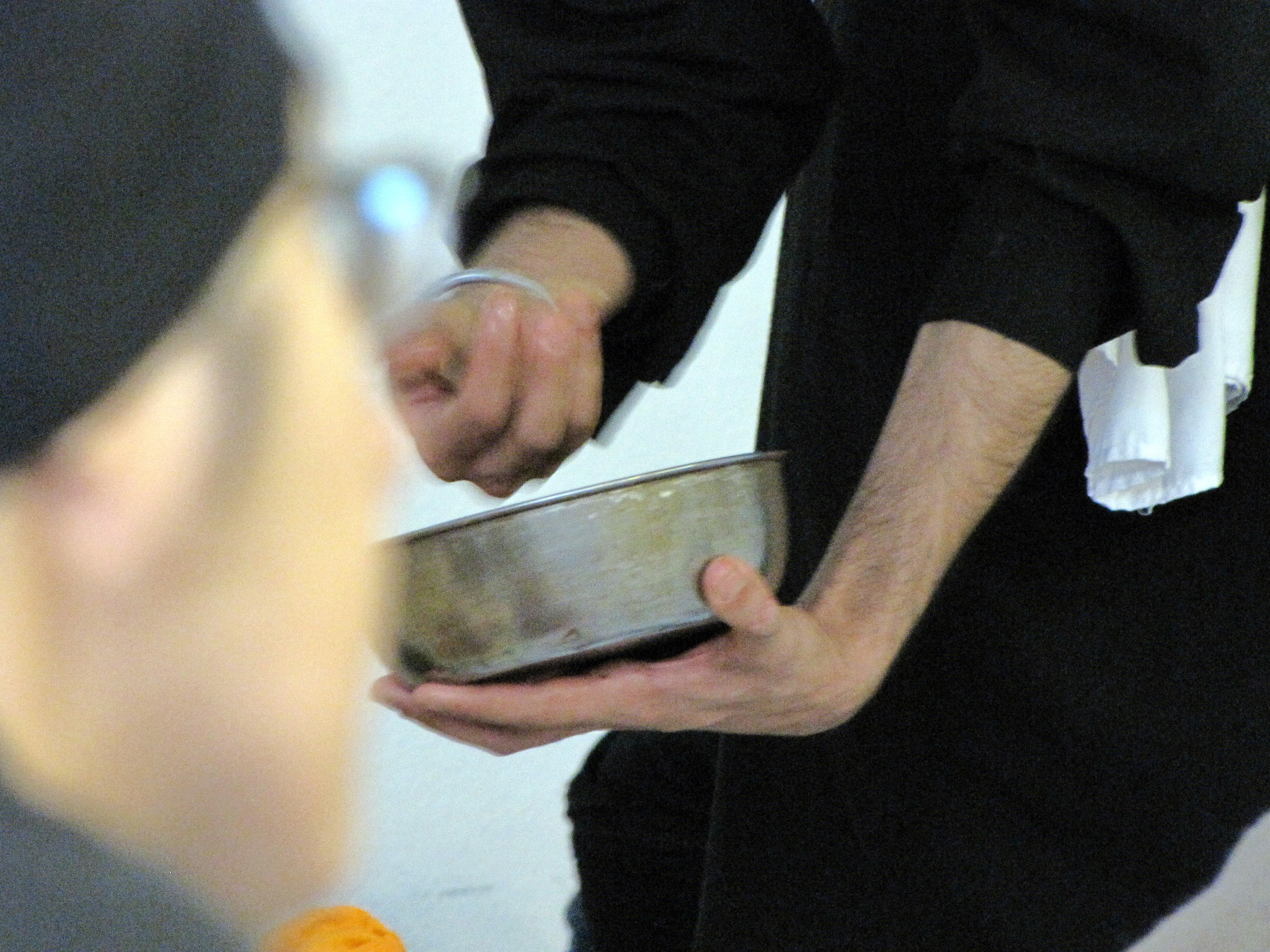
Un sikh donnant le karah prashad.

Karah Prasad, (ou Parshad), appelé aussi deg, tihaval, ou tribhavali est une nourriture sucrée qui, dans le sikhisme, est offerte aux personnes présentes dans le gurdwara, le temple sikh, généralement après la récitation d'une prière, l'Ardas. Cette nourriture est faite d'un tiers de beurre, d'un tiers de sucre et d'un tiers de farine de blé ou de semoule. Karah Prashad se retrouve dans les rites anciens des Aryas, les cultes avant l'hindouisme, qui offraient de la nourriture à leurs dieux, le nom de cette offrande était lapasi. Le karah prashad doit être préparé dans une cuisine sanctifiée, généralement la cantine du temple, le langar; des hymnes saints peuvent être récités pendant sa confection. Normalement l'usage veut que l'épée symbole du sikhisme, le kirpan, touche la nourriture préparée avant la distribution. Le rôle du responsable du temple, le granthi est alors de disposer cette offrande dans une soucoupe rappelant la création de la fraternité du Khalsa. Quels que soient son rang et sa caste, le croyant reçoit le karah prashad. Ce geste symbolise la réception de la grâce divine. Cette tradition remonte au moins à Guru Arjan. Karah Prashad est aussi logiquement donné lors du baptême sikh l'Amrit Sanskar. Le Karah Prashad se veut aussi geste d'hospitalité.